# Tour du Jour
RTL 7 Tour du Jour was een praatprogramma over de Tour de France dat uitgezonden werd door RTL 7. Het programma werd van 2011 tot 2017 gepresenteerd door Wilfred Genee en in 2018 en 2019 door Bart Nolles.

## Geschiedenis

### 2011
Het eerste seizoen van Tour du Jour werd rechtstreeks uitgezonden vanuit een studio op het terrein van de Westergasfabriek in Amsterdam en liep van 1 tot en met 24 juli 2011. De uitzendingen werden dagelijks uitgezonden op RTL 7 tussen 20.30 uur en 22.00 uur. De vaste analytici waren Gert Jakobs en Danny Nelissen. Johan Derksen bracht het laatste voetbalnieuws. Verslaggevers Erik Dijkstra en Marcel Maijer maakten reportages vanuit de karavaan. Kok Ben van Beurten, wiens kookteam van Boretti het eten voor de raboploeg verzorgde, maakte elke dag een gerecht voor de tafelgasten en een klein hapje voor het publiek. Danny Vera zorgde met zijn band voor de muzikale invulling. Dries Roelvink zong iedere aflevering het nummer Hé Wat Doe Jij, dat voor de Tour de France was aangepast.
Elke aflevering beklom een bekende Nederlander op een simulator de Alpe d'Huez. Afhankelijk van hoeveel bochten de persoon haalt werd er een donatie gemaakt aan Alpe d'HuZes, te weten 50 euro per bocht. De Nederlandse berg telt in totaal 21 bochten. Hiermee werd in totaal 23.600 euro verdiend, en met de veilingen kwam het totaalbedrag op 37.070 euro voor het goede doel Alpe d'HuZes. Deze gasten werden elke dag door een andere rondemiss ontvangen.

### 2012
In 2012 werd het programma uitgezonden op RTL 4 vanaf het Wilhelminaplein in Naaldwijk. Het volgde direct na het EK-voetbal en verving daarmee VI Oranje. De gasten waren hetzelfde, alleen Marcel Maijer werd vervangen door Wytse van der Goot. In de aanloop naar Tour du Jour was er een websoap gemaakt op RTL XL rond Gert Jakobs.
Ook dit jaar werd op een simulator de Alpe d'Huez beklommen. Ditmaal waren dit iedere dag leden van een wielervereniging. Er werd energie opgewekt voor Eneco. Het goede doel was Ride for the Roses, waar inclusief de veiling 25.624 euro voor opgehaald werd.

### 2013
In 2013 waren de uitzendingen weer te zien op RTL 7 en kwamen nu vanaf een studio op de Mariaplaats in Utrecht. Michael Boogerd en Eddy Planckaert namen de plek in van Danny Nelissen en Gert Jakobs als vaste analytici. Jakobs keerde nog wel regelmatig terug, ook met een dagelijkse kijkersvraag. Marcel Maijer maakte weer reportages en Wytse van der Goot was niet meer te zien. Kok Ben van Beurten keerde niet meer terug.
Dit jaar werd met de simulator de Mont Ventoux beklommen. In dit seizoen ging het om de algemene prestatie van het wielerteam van de dag en was er geen goed doel aan verbonden. De renner die in een aflevering de meeste kilowattuur opwekte kwam in het sterke benen klassement, de winnaar hiervan won uiteindelijk een prijs.

### 2014
In 2014 werd Tour du Jour direct na het WK Voetbal uitgezonden. De gasten en de locatie waren hetzelfde. Daarnaast kwam Martin Slagt dagelijks vertellen over technische zaken rond de fiets en kleding van de renners. Johan Derksen was niet meer te zien.
Dit jaar reed men met de simulator in een tweestrijd tegen elkaar de Col du Tourmalet op. Alle winnaars werden in een bak gestopt en met een trekking werd één algeheel winnaar gekozen, die 3000 euro won voor zijn wielervereniging.

### 2015
In 2015 kwam Tour du Jour niet meer vanuit een studio, maar vanaf verschillende campings op de route van de Tour. Sindsdien wordt het programma uitgezonden tussen 20.30 en 21.30 en later op de avond herhaald. The Amazing Stroopwafels verzorgden met een aangepaste versie van hun Tourhit Ik ga naar Frankrijk de opener en de promo's. Gasten waren onder meer Gert Jakobs, Steven Rooks, Jan Boskamp en Frank Evenblij.

### 2016
In 2016 was er geen Tour du Jour.

### 2017
Vanaf 30 juni 2017 werd het programma drie weken lang vanuit Breda uitgezonden om 20.00 uur. Filemon Wesselink, Maxim Hartman en Job van der Zon doen verslag vanuit Frankrijk. Naast vaste tafelgenoot Michael Boogerd schuiven onder anderen Stef Clement, Maarten Tjallingii, Erik Dijkstra, Frank Evenblij en de Belgische schrijver Dimitri Verhulst afwisselend aan als tafelgenoot bij Genee.

### 2018
Op 19 juni 2018 werd bekend dat Bart Nolles de presentatie over zou nemen van Genee, die op dat moment VI Oranje Blijft Thuis presenteerde en daarna de overstap zou maken naar Veronica. Het programma werd wederom vanuit Breda uitgezonden. Michael Boogerd bleef de dagelijks aanwezige gast.

### 2019
Ook in 2019 werd er weer een Tour du Jour uitgezonden vanuit Breda. De presentatie werd wederom verzorgd door Bart Nolles en als vaste gast schoof dagelijks Michael Boogerd aan. Filemon Wesselink nam de kijker mee achter de schermen van de grootste wielerwedstrijd van het jaar en verzorgde vanuit het hart van de Tour interviews, rubrieken en achtergrondreportages.

## Vaste gasten
- Michael Boogerd (2013-2019)
- Gert Jakobs (2011-2012)
- Danny Nelissen (2011-2012)
- Eddy Planckaert (2013-2015)